# الحزب الجمهوري الليبرالي
الحزب الجمهوري الليبرالي أو الحزب الجمهوري الحر هو الحزب السياسي الذي تأسس في العهد الجمهوري، وهو تجربة أخرى على إثر التحول للحياة السياسية المتعددة الأحزاب. أسس علي فتحي بك الحزب الجمهوري الحر بموافقة واقتراح مصطفى كمال في إثر عودته من سفارة باريس. كان يؤكد في برنامجه على أن الحزب ملزم بمبدأ الجمهورية والقومية والعلمانية، وكان ملزم أيضا بتشجيع دخول الأموال الأجنبية للبلاد وكان يعارض تدخل الدولة في الحياة الاقتصادية بإستمرار. كان الحزب الجمهوري الحر ينتابه القلق من إدارة حزب الشعب الجمهوري بسبب إحظائها على دعم كبير في فترة وجيزة. لكن أدرك فتحي بك أن الحزب الجمهوري الحر سيمكنه أن يتبوأ منصبا من خلال التنازع مع رئيس الجمهورية وصرح أن الحزب الجمهوري الحر حل من خلال إحالته لوزارة الداخلية في 17 أكتوبر 1930 بزعم أن هذا سينتج عواقب وخيمة للغاية.

## الأزمة الاقتصادية التركية
قد انتشرت الأزمة الإقتصادية في تركيا في أنحاء البلاد قبل أن يدرك النخب الأكثر قومية هذا. بدأت الأزمة التركية مع سقوط أسعار المنتجات الزراعية في عام 1927 ودخلت مرحلة جديدة مع ضعف تيار[ ؟ ] الائتمان في العالم الثالث بعد الكساد الكبير الذي حدث في عام 1929 . وبعد هذه النقطة تحولت الأزمة الاقتصادية في تركيا لحدث اجتماعي به عواقب مختلفة على مختلف الفئات. عاش فلاحي الأناضول
بداخل خضوع متزايد لرأس مال المراب بسبب تضائل ضرائب الأزمة الاقتصادية وديونها وقروضها. أما طبيعة الأزمة فهي تشكلت من أشكال مختلفة من العلاقات والتي أسستها المنطقة الجغرافية من خلال الأسواق. في حين أن المناطق التي تنتج منتجات للأسواق الخارجية هي الأماكن الأكثر تأثيرا بالأزمة واقتضى أثرهم القرويين الذين ينتجون منتجات معدة للأسواق الداخلية. أما العوائق الاقتصادية التي بدت في المدن قد تداخلت مع الأزمة الزراعية. إن الأزمة في المدن الكبرى التي تعد مركزاً للتجارة تعني الإفلاس للتجار وظروف العمل السئية للعمال. إن أهم سبب لعدم استفادة الفئات ذات الدخل المنخفض في المدن من انخفاض الأسعار كان الإحتكار التجاري الذي جلب للحياه منذ بعض الوقت لتشجيع رأس المال الخاص مرة أخرى بجانب الرسوم الجمركية الوقائية. أما أهم شكوى لصغار التجار كانت الضرائب التي يريدون إعادة تتظيمها مرة أخرى من خلال الأزمة. بإيجاز كلي، فإن الفئات المعتمدة على الأسواق بطرق مختلفة إضطرت لتسويق نضالهم ضد الازمة الاقتصادية. إن الكماليين الذين لديهم صعوبة في إيجاد حلول للأزمة الاقتصادية لا يمكنهم تجاهل الاستياء الاجتماعي الناجم عن الأزمة لفترة طويلة. في هذه المرحلة، قرر رئيس الجمهورية مصطفى كمال نقل المعارضة الإجتماعية التي تشكلت في البلاد بمبادرته للبرلمان بحزب سياسي جديد.

## تزايد المعارضة
وكان مصطفى كمال ورفاقه قد التقوا مع جماعات المعارضة منذ أعوام حرب الإستقلال. قد تضائلت المعارضة بالرغم من نجاحها ولكنها برزت مرة أخرى من خلال سلسلة من القرارت الجذرية مثل إلغاء السلطنة والخلافة. في فترة ما فان هذه المعارضة التي استوعبت بقانون تقرير الهدوء قد وصلت لأبعاد خطيرة من حين لآخر. كان بقاء هذه المعارضة في شكل كامن ربما لا يعد ذو أهميه من وجهة نظر الحزب الحاكم. لكن استخدام النفوذ نفسه من قبل المنظمة من الممكن أن يجلب طرق تعجيزية لنتائج صادمة. كان لم يكن هناك مثل هذه المنظمة.إن محاولة إغتيال مصطفى كمال في إزمير أتاح الفرصة لإمكانية التخلص من جميع الاتحاديين القدماء الذين سيتمكنوا من إدارة المنظمة. وهكذا، قد أطيحوا بالأشخاص الذين سيتمكنوا من توجيه المعارضة الاجتماعية والذين سيتمكنوا من خلق ظروف ذاتية. لكن المعارضة الاجتماعية كانت تواصل عملها من خلال تقوية الظروف الموضوعية المتنامية أكثر فأكثر.
من الممكن حتى أن يرى مصطفى كمال أبعاد المعارضة الاجتماعية في رحلاته. وقد انعكس مثل ذلك على الأمين العام حسن ريزا سوياك ّ<أنا طفل يخنتق، أختنق في داخل الكثير من الألم، كما ترى، أينما ذهبنا نسمع الآلام والشكاوي بإستمرار، فكل طرف يكون داخل فقر عويص وبؤس مادي ومعنوي. ّ>

## تأسيس الحزب

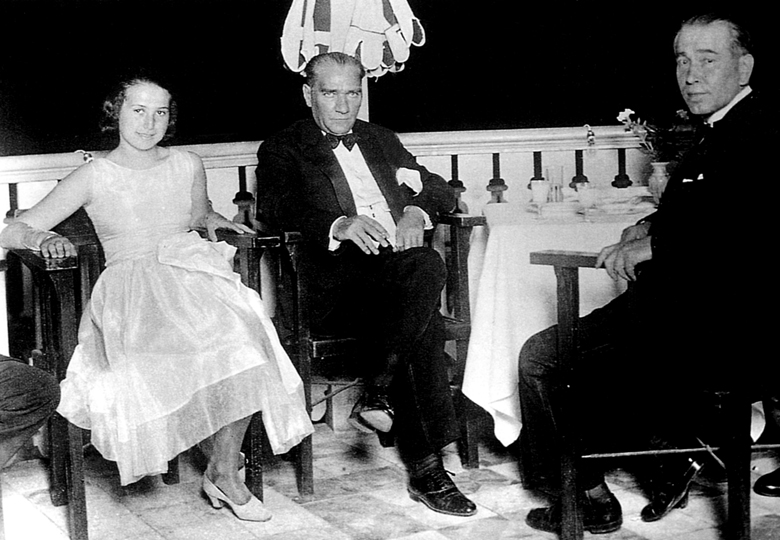
أتاتورك في يالوفا مع فتحي أوكيار وابنته (13 اغسطس 1930)

بدأت عملية تأسيس الحزب الجمهوري الحر بمجئ فتحي بك سفير تركيا بباريس لتركيا للحصول على تصريح[ ؟ ] لتأسيس الحزب في شهر يوليو عام 1930. ذهب فتحي بك ليالوفا من أجل التناقش مع مصطفى كمال في 23 يوليو وظل هنا فترة من الوقت. لم يتم الكشف عن موضوع الحزب الجديد في غضون أول خمسة أيام. وعلى الرغم من ذلك قدم فتحي بك تقريرا مفصلا فيما يتعلق بالكساد العام الذي يشهده البلاد لمصطفى كمال. وحاول إبراز عيوبه بشكل واضح. وأعلن عصمت باشا عن أفكاره وانتقاداته فيما يتعلق بالحكومة.
في خلال اليوم السادس في يالوفا أعلن مصطفى كمال أتاتورك تأسيس الحزب المعارض لفتحي بك كما صرح أن اسم الحزب هو الحزب الجمهوري الحر.
وفيما بعد عقد فتحي بك مؤتمرا مع مصطفى كمال وشارك به رئيس الوزراء عصمت باشا وصفت بك الكاتب العام لحزب الشعب الجمهوري.
كان يريد فتحي بك أن تنظر الحكومة بإجلال لهذا الحزب وألا تضغط المنظمة المدنية[ ؟ ] في أي وقت على الحزب. وكلما منحت هذه الثقة للحزب كان لم يتم الموافقة على تأسيسه. أما الضمان الذي أراده مصطفى كمال هو حماية المبادئ الأساسية للنظام.
وإتفقوا في هذا المؤتمر على كتابة فتحي بك خطابا لمصطفى كمال وكتابة مصطفى كمال خطابا لفتحي بك فيما يتعلق بتأسيس الحزب وإتفقواأيضا على نشر هذه الخطابات في الصحافة.
ولذلك، أراد فتحي بك إجازة من أجل عرض مبرره وسيكون أهمهما منح رئيس الجمهورية ثقة للحزب.
وعلاوة على ذلك إتفقوا في هذا المؤتمر على أنضمام بعض النواب للحزب الجمهوري الحر مستقليين من حزب الشعب الجمهوري وإتفقوا أيضا على مواجهة حزب الشعب الجمهوري والحزب الجديد على قدم المساواة.
كان يرد فتحي بك إجازة من أجل امكانية تأسيس الحزب الجمهوري الحر قائلا التالي في خطابه الذي كتبه في اليوم التالي والذي نشر في الجرائد في 11 أغسطس عام 1930 .
"أرغب في مهاجمة الصراع السياسي من خلال الحزب المستقل الذي يعارض الكثير من سياسيات حزب الشعب الجمهوري المالية والإقتصادية والداخلية والخارجية[ ؟ ].أشعر بضرورة معرفة أعضاء حزب الشعب الجمهوري الذي أنتمي اليه حتى الآن فيما عدا رئيس الدولة لهذا السبب فان ذلك سيتم الاتفاق عليه بأي طريقة ممكنة في تقدير الدول "
أما مصطفى كمال بوصفه رئيسا للجمهورية أعرب عن الضمانة المكتوبة التي تناقشوا حولها مع فتحي بك بتلك الكلمات في خطابه:::
«بإمكانكم أن تثقوا بأنني سأجعل المناصب العليا والقانونية التي منحتها خلال المدة التي كنت بها رئيسا للجمهورية نزيهة وموضوعية ضد الاحزاب التي توجد أو لا توجد في الحكومة وبإمكانكم أيضا أن تثقوا في أن الأنشطة والتيارات السياسية لحزبكم فيما بينها أساس الجمهورية العلمانية لن تمثل عائق»
وهكذا، فان فتحي بك المكلف بتأسيس الحزب الثاني أرسل التماس لمكتب محافظ إسطنبول من أجل تسجيل الحزب في 12 أغسطس 1930.
وبالانتهاء من الإجراءات الرسمية، إنخرط الحزب الجمهوري الحر في الحياة السياسية.

## القادة
كان قد شارك أول أعضاء الحزب وجزء كبير من مؤسسيه في هذا التيار السياسي بإلحاح مصطفى كمال.
--مؤسسي الحزب والاشخاص الذين من الممكن أن نعدهم في قيادة الحزب قد جذبوا انتباه الأصدقاء المقربين لمصطفى كمال والأشخاص الذين هم محل ثقته.

## فتحي بكالرئيسالعام للحزب
كان تكليف مصطفى كمال لفتحي بك بتأسيس الحزب الجمهوري الحر كان يستند أولا وقبل كل شئ إلى الصداقة والثقة التي تجمعهما. أما تلك الكلمات التي قالها فتحي بك الرئيس العام للحزب الجمهوري الحر تثبت صلته بمصطفى كمال.
"" هناك إجلال وتقدير لا نهاية له إلى حد كبير تجاه تلك القدوة المخلصة العظيمة حتى أولئك الذين يعرفونني جيدا يدركون جيدا كيف سأعيش حياتي متفاخرا ومبتهجا حتى نهايتها بتقديم أقل خدمة لهذا القدوة الحسنة. "
يتضح بوضوح أن الأفكار والمواهب السياسية في إسناد مهمة تأسيس الحزب الجمهوري الحر لفتحي بك كانت مؤثرة للغاية.
أولا وقبل كل شئ كان فتحي بك شخصا علمانيا وليبراليا. فهو كان مناصراً كبيراً للفكر الليبرالي سواء في الاقتصاد سواء في إدارة البلاد منذ اليوم الأول الذي إنخرط فيه في الحياة السياسية.
ومن ناحية أخرى انتقد فتحي بك حكومة عصمت باشا في المؤتمرات التي أجراها مع مصطفى كمال أتاتورك في يالوفا.
قال إنه يجب خلق ظروف ملائمة لروؤس الأموال الاجنبية وأن أصحاب المشاريع الخاصة لايمكنهم توفير روؤس أموال نظراً لزيادة الضرائب.

## نوري بك الكاتب العام للحزب
كانت صداقة نوري كونكر لمصطفى كمال عميقة عن صداقته لفتحي بك. وكان نوري بك صديق الطفولة لمصطفى كمال. وكان هو الشخص الوحيد الذي يمكنه أن يناديه باسمه. كانوا معا في كل المدارس العسكرية وفي كل الوظائف العسكرية تقريبا.
تثبت تلك الكلمات التي توجد في الخطاب الذي كتبه مصطفى كمال لصالح بك هذه الصداقة الحميمة. «إذا كان يوجد صديق مقرب لي ولن تتمكن ذكرياته معي من أن تخرج من قلبي ووجداني فسيكون نوري بك..»
أما السبب الرئيسي لتولية مصطفى كمال نوري بك في الوظيفة الثانية المهمة للحزب كان صلته وارتباطه به. لكن وبجانب ذلك فمن المعلوم أيضا أن نوري بك كان صديقا صميما لفتحي بك وفي تلك الاثناء عارض موقف عصمت باشا.

## أحمد بك أغا أوغلو
كان أحمد بك ليبراليا بشكل تام مثل فتحي بك. في الواقع كان كلاهما لديهما نفس الفكر دائما فيما عدا موقف أو موقفين في حزب الشعب الجمهوري وعملوا معا على حل كل مشكلة.
إن أغاأوغلوا الذي دافع عن الحرية في المجالات الإقتصادية والسياسية أعلن عن أفكاره فيما يتعلق بالنظام في تقريرا مكتوبا له قدمه لمصطفى كمال في 23 يوليو 1926. فهو ركز على العوائق التي تتسبب بها قلة الخبرة في نظام الحزب الواحد. كانت الآراء الواردة في التقرير تتجمهر في ثلاثة أراء. وكان يوجد قلة إخلاص في حزب الشعب الجمهوري. وكان الحزب في داخل جمود وبرزت كأنها مشكلة عدم انضباط في الحزب.
وعلاوة على ذلك كان صلة أحمد بك وحبه لمصطفى كمال كبيرا للغاية.
وأن تسمية إبنه عصمت أغاأوغلوا لأحد أطفاله باسم مصطفى كمال كان مؤشرا لكيفية نشأته في هذه البيئة.

## النواب الأخرين وسماتهم المشتركة
وفيما يلي النواب المنضمين للحزب الجمهوري الحر وقتما كانوا نوابا لحزب الشعب الجمهوري بعد القادة أغاأوغلو أحمد ونوري بك
1. طلعت أنقرة
2. رشيد غالب إيدين
3. راسم بيله جك
4. سنيح بك بورصة
5. ناقيادين ايلازيج
6. تحسين ارضروم
7. على حيدر إسطنبول
8. سوريا باشا إسطنبول
9. إبراهيم سوريا قوجة
10. على غالب نغدة
11. رفيق إسماعيل سينوب
12. محمد أمين شبين قرة حصار

هناك سمتين بارزتين إما في تأسيس الحزب الجمهوري الحر إما في أول رأي للأعضاء المنضمين لهذا الحزب منفصلين عن حزب الشعب الجمهوري.
الأولى هي أن الأعضاء الذين أراد مصطفى كمال انضمامهم للحزب الجمهوري الحر إما كانوا أقرب أصدقائه إما كانوا أصدقائه في العسكرية إما كانوا اشخاص محل ثقته.
ثانيا إن جميع النواب المنضميين للحزب الجمهوري الحر كانوا معارضين لحكم عصمت باشا.
إن تشكيل مصطفى كمال لحزب المعارضة بأشخاص موثوق بهم كان ينبع من قلقه نحو إلحاق الضرر بالنظام الجمهوري.
أولا وقبل كل شئ، وبينا يتم تأسيس حزب المعارضة فإن الأحداث المشهودة كانت تستوجب البحث عن مثل هذه الثقة من أجل النظام.

## الهيكل العام لأعضاء الحزب

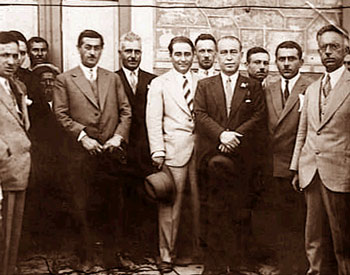
علي فتحي بك يقف جنبا إلى جنب مع مؤسسي الحزب الجمهوري الليبرالي البارعين (الثالث من يساره هو عدنان مندريس رئيس المنظمة)

يمثل هذا الحزب الذي أسسه مصطفى كمال أتاتورك من أقرب اصدقائه ومحل ثقته المعارضة ضد حكم عصمت باشا الذي يوجد في السلطة فكلما مد سلطاته بدأ في أن يضم عناصر المعارضة الأخرى.
من الممكن ترتيب الاعضاء الموجودين تحت نطاق الحزب الحر بجانب عناصر الحركة الجماهيرية على النحو التالي:—أولا أعضاء حزب الشعب الجمهوري لكن أولئك المعارضين لعصمت باشا—ثانيا المعارضين لقرارت حزب الشعب الجمهوري من البرجوازية والمرموقين المحليين وأولئك الذين تضر مصالحهم من هذه القرارت—لم يعبر الاشخاص المعارضين للجمهورية بوضوح عن آرائهم فيما يخص مستوى هذه المبادئ—الاشخاص المعارضين لتطبيق العلمانية—المثقفين الذين يتطلعون لتشكيل المجتمع المدني بالتطلعات الديمقراطية
على الرغم من كل هذه الجهود إلا إن الحزب الحر قد فقد الانضباط في مدة قصيرة وأصبح تيارا يهدد بوضوح السلطة وحتى النظام وحاول القضاء على تطلعات الجماهير.
إن رغبة المجتمع في التخلص من تطلعات الديمقراطية والتخلص من الفقر كان أهم سبب واضح لميل الجماهير تجاه هذا الحزب.
رأت منظمة الحزب الحر أن وظيفة المدرسة ملائمة للاشخاص الذين سيتبوأون وظائف هامة في جهود إرساء الديمقراطية في المستقبل[ ؟ ].
وعلى سبيل المثال، فإن جزء كبير من أعضاء حزب الديمقراطية مثل«عدنان مندريس وأكرم خيري اوستونداغ» كانوا أعضاء في الحزب الحر.

## موقف الشعب تجاه الحزب وقاعدة الحزب

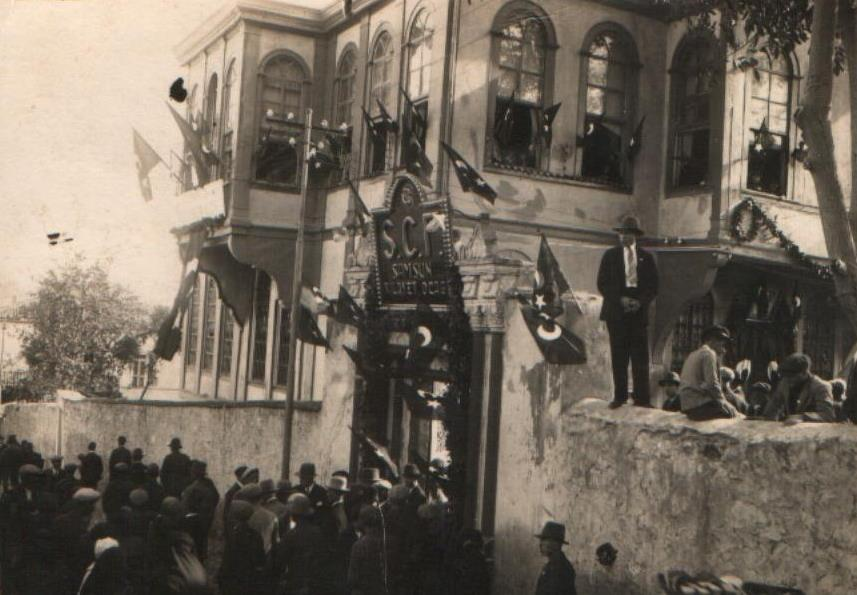
الشعب المتجمهر للإحتفال بالعطلة مع الحزب الجمهوري الليبرالي أمام مقاطعة سامسون ، 1930

شهد الحزب الجمهوري الحر منذ اللحظة الأولى لتأسيسه اهتماما كبيراً من الشعب. أرسل مئات الخطابات لفتحي بك مؤسس الحزب وقائده وللجرائد التي تمثل صوت المعارضة. في الوقت الذي أعرب فيه البعض عن رغباتهم للحزب الجديد بنية حسنة كان قد قام بعض أصحاب الخطابات بتسجيل عضويتهم دون انتظار تأسيس الجمعية المحلية حتى. بلغ عدد أعضاء الحزب الجمهوري الحر 10 آلالاف عضو في الاسبوع الأول و3 آلالاف عضو في نهاية الاسبوع الثاني. كانت التصريحات عن القاعدة الاجتماعية للحزب الجمهوري الحر تتماثل مع النهج البنائي لتأسيس الحزب. في الوقت الذي صرحت فيه جماعات مستاءة من إدارة الحزب بتصريحات سياسية، أكد المنظور الاجتماعي الاغتراب الذي أنتجته الإصلاحات الكمالية على الجماهير. وفقا للتصريح الثاني بصفة خاصة كان المعارضين للجمهورية والحداثة يشكلون قاعدة الحزب. وأخيراً، قيم الدعم المكثف الذي أصدره الحزب الجمهوري الحر بتعقيب مرتكز على الاقتصاد. ووفقا لذلك، دعم حزب المعارضة كلا من الجماهير الذين يعانون من الكساد الكبير والفئات الاجتماعية التي ينتابها القلق من السياسات المالية والإقتصادية للحكومة. إن أنصار البيان السياسي كانوا قد أكدوا على الطبيعة الإستبدادية لنظام الحزب الواحد. ووفقا لهذا التعقيب، فبسبب أنه لا توجد حرية سياسية في البلاد فإن العمال لن يتمكنوا من تأسيس منظمة. لذلك فان المفكرين الإسلاميين والشيوعيين والجمهوريين الذيم لم يمثلوا الحزب الشعبي لم تتاح لهم الفرصة للتمثيل السياسي. وفي نفس الوقت، فان مركز حزب الشعب الجمهوري في أنقرة كان من ناحية يحتفظ بسيطرته على المنظمات المحلية وكان من ناحية أخرى قد حصل على مكانة مرموقة في المجتمع من خلال الانتماء الحزبي وشارك في حماية الفساد والرجال في المؤسسات والمحاكم العامة. إن الجماهير الذين لم تستجاب مطالبهم في البناء السياسي المشار إليه فيما يتلائم مع هذا الوضع قد شكلوا قاعدة جماهيرية للحزب الجديد من خلال تأيدهم للحزب الجمهوري الحر. قد أفصح مكاناً للجماهير المعارضة للجمهورية والثورات في أساس المنظومة الاجتماعية التي تشكل البيان التاني. ووفقا لهذا الوهم، فقد إمتلئ قسم موظفي الحزب الجمهوري الحر بالرجعيين الذين أغلقوا المدارس والتكايا والنزل والمعارضيين للإصلاحات. ففي الواقع ووفقا للبعض فان الحزب الجديد كان يدعمه المتشردين والعاطلين والفقراء. فعلى سبيل المثال، فقد أعرب أغا أوغلو أحمد عن التالي في المقالة التي كتبها في جريدة "son posta ". «بمجرد أن تشكل الحزب الجديد ظهرت نظرية على الساحة. ووفقا لهذه النظرية، فبمجرد أن تشكل الحزب الحر انقسم الشعب التركي لقسمين على التو. وهم الأتراك المهذبين للغاية والمؤيدين للحزب الشعبي والذين يدركون ما هي الدولة والحكومة والذين لا يحبون ضجيج الشوارع والذين يتبنون الطاعة للقوات الحكومية والذين يمتثلون للجمهورية ولكل شروط الجمهورية والسادة والنبلاء. اما المؤيدين للحزب الحر فهم عبارة عن الحافيين القدمين دائما، وحثالة المجتمع المتشردين واللاطئين والثاقبين الفكر أو المهرولين خلف السلطة والخلافة والراغبين في عودة الأبجدية العربية والذين لم يكن لديهم أي علاقة بالدولة والشعب والذين يبحثون عن حظهم وسعادتهم في ضجيج الشوارع وفي الميادين وبعض المغامرين ذو الأعلام الخضراء والعمم الزرقاء». أما شكل البيان الاخير الذي حاول تسليط ضوء أنصار الحزب الجمهوري الحر على الهوية الاجتماعية كان مرتكز على الاقتصاد. ووفقا لهذا الرأي، فقد علم فتحي بك أن أنصار الحزب كانوا جماهيرا تأثروا بشكل سلبي من الكساد الكبير ومن الأزمة الاقتصادية والذين لم يكن بهم رجعيين. ولهذا السبب فعلى الرغم من البرنامج الليبرالي الذي يستجيب لمطالب البرجوازية المرتكزة على روؤس أموال التجار والتجارة الخارجية إلا أن الحزب قد تلقى مطالب العمال والجماهير الفقيرة بدعم كبير. وفي نفس الوقت، فقد أنضم جزء كبير من طبقة التجار الذين سأموا من الأحتكار التجاري لصفوف الحزب الجمهوري الحر. وفي هذه النقطة، فإن النتيجة التي توصل إليها العديد من الباحثين قد دعمتها الطبقات الاجتماعية التي تعارض مصالح الحزب. إن المصاعب الاقتصادية في تركيا والجماهير الذين يشعرون بالضغط عليهم عن طريق الفقر قد أدركوا أن الديمقراطية هي أول شرط من أجل تحريرهم.

## برنامج الحزب
اكتمل برنامج الحزب الحر في مرحلتين.
أكد فتحي بك بنفسه برنامجا مكونا من 10 بنود في المرحلة الأولى. وبعد ذلك هذبها وراجعها كلا من أغا أوغلو أحمد ورشيد غالب ونوري وتحسين بك وقدموها لمصطفى كمال. أما مصطفى كمال فضل ألا يتدخل في جوهر هذا البرنامج ولكنه أجرى الكثير من الإصلاحات الطفيفة. ودون البرنامج في غضون فترة زمينة محدودة للغاية. لهذا السبب من أجل تجنب الانتقادات التي من الممكن أن توجه من هذه الناحية للبرنامج. أكد مسئولي الحزب الجمهوري الحر البرنامج الرئيسي الذي يعد الإطار على نحو مجرد وبعد ذلك أعلن عن نشره. أما البرنامج الرئيسي فقد أعده أغا أوغلو أحمد بك. إن هذا النص الذي يتضمن مبادئ[ ؟ ] البرنامج في بنوده الأولى والذي يسمى بقانون الحزب فقد نشر في 27 أغسطس 1930. رصد في البرنامج اختلافات كبيرة في النهج الإقتصادي بصفة خاصه فيما عدا المبادئ الأساسية التي تعتمد على الدستور. وعلاوة على ذلك، كان يمثل عبئ على المشاريع الخاصة. ولكن كان من الممكن أن تتدخل الدولة في الاقتصاد من حيث الأعمال التي لم تتمكن المشاريع الخاصة من إنجازها. أما المبدأ الأخر الهام كان تشجيع روؤس الأموال الاجنبية. إن زيادة الضرائب والاساليب الصارمة في تجميعها والأثار السلبية التي تركتها في الرأي العام كانت قد أدت لاستيعاب الشعب برنامج الحزب على أكمل وجه. إن الرد على هذه الانتقادات الصارمة الموجهة لزيادة الضرائب وطرق تجميعها لم تلق أي اقتراح واحد على الأقل تجاه الضرائب التصاعدية في برنامج الحزب.

## رحلة فتحي بك لإزمير
خرج قادة الحزب الجمهوري الحر عقب تأسيسه مباشرة في رحلة لغرب الأناضول. كانت تشتمل الرحلة على إزمير، وإيدين، وباليكسر والعديد من المدن المتقدمة التي تحيط بها. إن حماسة الشعب تجاه الحزب الحر قد ظهرت بكل وضوح مع رحلة فتحي بك لإزمير. فقد استقبلوا فتحي بك وأصدقائه بحفاوة كبيرة عندما وصلوا لإزمير في 4 سبتمبر 1930. أعربت جريدة الجمهورية عن هذا الإستقبال في الشكل التالي: " بمجرد أن أتت السفن إلتف الناس حول فتحي بك، وبكى الكثيرون،
وقد مزقت سترة فتحي بك في رصيف الميناء بسبب الازدحام الشديد الذي كان يوجد حوله، وفي هذه الأثناء كان هناك أولئك المتوكلين على البحر والمظلومين والمنتهكين وكانوا يعزفون على الطبول والمزامير ".
وفي تلك اليوم انتظر حشد كبير أمام الفندق الذي كان يقيم به فتحي بك. وإنصرف الحشد ببطئ بسبب قول فتحي بك لهم بإستمرار بأن يأتوا غداً من أجل الاستماع إلى الخطبة[ ؟ ] التي سيلقيها أما الآن فلينصرفوا بهدوء. ومع ذلك قال كاظم بك محافظ إزمير أنه لاقى صعوبة في توفير الأمن مرسلا خطابا لفتحي بك قائلاً له بأنه يجب أن يتخلي عن الخطاب الذي سيلقيه في اليوم التالي.
وبناء على ذلك، أرسل فتحي بك برقية لمصطفى كمال وأبلغه الوضع. ورد مصطفى كمال أتاتورك فوراً على هذه البرقية وقال التالي في برقية أخرى: " لسعادة فتحي بك رئيس الحزب الحر في إزمير (لرئيس الوزراء، لوزير الداخلية، لمحافظ إزمير) أعي أنكم لا تريدونني التحدث إليكم، ولكن أنت ستلقي الخطبة حتما وسأخبرك باي عائق تجده، فان رئيس الوزراء، ووزير الداخلية، ومحافظ ازمير ملزمون بإتخاذ مثل هذه التدابير اللازمة من أجل الحفاظ على النظام العام،
اتا تورك "
وبناء على هذه البرقية، فقد تغلبوا على كل العوائق التي توجد أمام فتحي بك. بدأت الأحداث في اليوم التالي في ساعات مبكرة من الصباح[ ؟ ]. كان فيما أمام فندق بالاس ازمير الذي يقيم به فتحي بك مزدحما بالقادمين لرؤيته. وفي هذه الأثناء، قد صدر خطاب لحيدر رشيد باشا النائب العام في جريدة الأناضول الموالية للحزب الشعبي الجمهوري ممتلئ بإتهامات خطيرة للغاية ضد الحزب الحر والذي نشر في إزمير. وبسبب هذا الخطاب، حاولت الشرطة إتخاذ التدابير بالأسلحة في صد المظاهرات التي عقدت أمام مبني إدارة الحزب الشعبي الجمهوري وأمام مطبعة الأناضول. ولقى طفل يبلغ من العمر اثنى عشر عاما مصرعه رميا بالرصاص نتيجة إطلاق النار على الشعب. أما خطاب إزمير فقد ألقاه فتحي بك أمام حشد يتجاوز خمسين الف شخصا في 7 سبتمبر وعلى الرغم من أنه هناك مختلف المحظورات للعمال في إزمير وما حولها في الأيام التي تلت هذه الاحداث إلا إن هذه المحظورات قد شهدت إضرابا. واستقبل وفد الحزب الجمهوري الحر بحفاوة في المحطات الأخرى للرحلة. وكان صدى أحداث الرحلة وإزمير كبيرا للغاية في جميع أنحاء البلاد ووضع الحزب الشعبي الجمهوري في مأزق صعب.

## انتخابات البلدية
عقب رحلة فتحي بك لأنحاء البلاد، شارك الحزب الحر في الإنتخابات البلدية بموافقة مصطفى كمال أتاتورك. وكانت هذه الانتخابات حافلة بالأحداث. وتدهورت العلاقات فيما بين الحزب الشعبي الجمهوري والحزب الجمهوري الحر بشكل لايمكن إصلاحها. أما فيما يتعلق بالأحداث فقد كتبت الجرائد المنحازة أشياءً مختلفة. وكان كلا الحزبين يلوما بعضهما البعض.
ووفقا للبيانات المتعلقة بنتائج الانتخابات، فقد فاز الحزب الجمهوري الحر في 40 مدينة من بينهما مدينتين على مستوى الدولة بهما 502 دائرة انتخابية. وفي إسطنبول قد أحرز الحزب الشعبي الجمهوري 35,942 صوتا بينما أحرز الحزب الجمهوري الحر 12,868 صوتا من إجمالي الأصوات، وفي إزمير، أحرز الحزب الشعبي الجمهوري 14,624 بينما أحرز الحزب الجمهوري الحر 9,950 صوتا من إجمالي الأصوات، وفي برجاما، أحرز الحزب الشعبي الجمهوري 250 صوتا بينما أحرز الحزب الجمهوري الحر 1,371 صوتا من إجمالي الأصوات، وفي مرضفون أحرز الحزب الشعبي الجمهوري 499 صوتا بينما أحرز الحزب الجمهوري الحر 557 صوتا من إجمالي الأصوات. أما في سامسون فاز الحزب الجمهوري الحر ب 3,312 صوتا مقابل 416 صوتا للحزب الشعبي الجمهوري.
زعم قادة الحزب الجمهوري الحر أن نتائج هذه الانتخابات لم تعكس الحقيقة. وبناء عليهم فاز الحزب الجمهوري الحر في الانتخابات وأحرزوا النتائج بالضغط والمكيدة. ومن ناحية أخرى، ووفقا لما تناقله حسن رضا سوياك في مذاكراته، فان الأقوال المتعلقة بقضية مصطفى كمال كانت في غاية الاهمية. «سألني قائلا» أي حزب فاز ؟ وقد جاوبته قائلا " بالطبع حزبنا يا سيدي، ضحك ! , لا يا سيدي ليست بهذه الطريقة على الإطلاق، إسمحلي أن أقول لك أي حزب فاز، فالفائزون هم إدارة الحزب، والصبي ! يعني الدركي والشرطة ومدير البلدة و الحكام[ ؟ ] والمحافظين، لتعلم ذلك، وكان قد أعجبه ذلك كثيرا "
وفيما يتعلق بالمخالفات المزعومة فقد اقترح فتحي بك دمج البرلمان بتاريخ 6 نوفمبر 1930 , وعقب ذلك، وجه تهم فساد وقمع للحزب متحدثين في جلسة 15 نوفمبر . أما قادة الحزب الشعبي الجمهوري الذين تحدثوا بعد فتحي ك فبعد أن أنتقدوا فتحي بك وسياسات الحزب الجمهوري الحر زعموا أن الحزب الجمهوري الحر قد زور الانتخابات.
لم تثمر مساعي فتحي بك عن نتيجة، وعلاوة على ذلك، تسببت النزاعات في تراجع العلاقات فيما بين الحزبين إلى حد كبير.

## إحلال الحزب
طالب حمدي (أحمد حمدي بشار) قبل فترة طويلة من تأسيس الحزب بإغلاقه موضحاً بأن العناصر الرجعية دعمت أتاتورك بدرجة كبيرة في أنقرة، وشنوا هجوما على الحزب وأنهم لن يتمكنوا من الهيمنة على ذلك، وأن هذه الحركة كانت ضد أتاتورك نفسه. وكان مكتوب في مذاكرات أحمد حمدي بشار الرد على أتاتورك عندما سأله قائلا «ما هذه الخيانة بحق الجحيم» فقد ظل الشعب في الخارج في لطف كبير تجاهي.
من الممكن أن يعد هذا الرأي[ ؟ ] وأحداث ازمير هي بداية معارضة قادة الحزب الشعبي الجمهوري للحزب الحر ومعارضتهم لقضية مصطفى كمال. وإن النقطة التي لا يتمكن الحزب الشعبي الجمهوري من إستيعابها هي أنه على الرغم من أن مصطفى كمال هو مؤسس الحزب وقائده إلا إن الحزب الحر قد اختاره كقائد محايد تقريبا. وهكذا، قد نشر خطاب نزيه ليونس نادي موجها لمصطفى كمال في جريدة الجمهورية بتاريخ 6 سبتمبر 1930 والذي يتزامن بالتالي مع أحداث ازمير. وتناول في هذا الخطاب القاعدة التي توجد في معرفة الموقف النهائي لمصطفى كمال مشيراً إلى الاعتداءات التي وجهت لمبنى الحزب الشعبي الجمهوري وبعض مديريه أثناء أحداث إزمير. أما الرد الذي كتبه مصطفى كمال على هذا الخطاب فقد أصدره في نفس العدد بالجريدة بتاريخ 10 سبتمبر. وأعرب عن التالي في تلك الخطاب.
" أعتقد بأنني ذكرت بوضوح الحقيقة في الخطاب الذي كتبته للسيد فتحي، مما لا شك فيه أن الجميع يعلم الوضع الحقيقي تماما، ومع ذلك، فهم يدركون أن الوضع الحقيقي هو افتراضات، وأفكار وآراء خاطئة بصفة عامة، إسمحوا لي أن أعرب مرة أخرى عن حقيقة الوضع " أنا الرئيس العام للحزب الشعبي الجمهوري، وشكلت الحزب الشعبي الجمهوري منذ أول لحظة وطأت بها قدمي في الأناضول، وجلبت العاملين معي من جمعية الدفاع عن الحقوق الأناضولية والرومية، أنا وثيق الصلة بهذا الحزب تاريخيا، وليس هناك أي سبب أو ضرورة من أجل التخلي عن هذه الصلة، ولا يمكن أن يكون. إن الأحداث المشار اليها، فليس من الصعب التخمين بها بأنني كنت متاثر للغاية بالانتهاكات الشنيعة التي أجرتها بعض القوات المتهورة تجاه الشخصيات والقوات الحكومية. فلا يمكن تحرير تلك المهاجمين والمروجين من تنفيذ قوانين الجمهورية "
وهكذا، قد كرس مصطفى كمال نفوذه في انحيازه للحزب الشعبي الجمهوري .يكمن ذلك في الحديث الذي قاله " وفي الواقع، فإنه عقب إنتخابات البلدية قد تحدثت مع فتحي بك فيما يخص الحياد[ ؟ ] ما بين الحزبين ولكن مسئوليتي هي الحفاظ على الوطن وإبقائه دائما في سلام وأمان[ ؟ ] .أنتم تصارعون من أجل تولية الحكم[ ؟ ] في عضون عدة أشهر ولكن لن تتحملوا هذا الترقب على الإطلاق. إذا أطاحتوا بمن هم في السلطة اليوم وتوليتهم السلطة بدلا منهم فهل يمكنكم الحفاظ على هذا الوطن وإبقائه دائما في سلام وامان ؟ ينبغي عليكم بأن تقنعوني ولو لمرة واحدة " وبعد ذلك فالذي سيصارع الحزب الحر ليس عصمت باشا وإدارته وإنما سيكون مصطفى كمال أتاتورك على التو.
إن الأحداث الأخيرة التي تسببت في إغلاق الحزب قد برزت في مناقشة اقتراح فتحي بك في البرلمان فيما يتعلق بالتزوير الذي قام به في الانتخابات. وبناءً على هذا النقاش، فقد قال مصطفى كمال لفتحي بك أن الاقتراح المتعلق بتأسيس كتل وطنية بمواقع غير حزبية لن يمكن تنفيذها بعد. وكان هذا يعني نهاية كل شئ. إن فتحي بك الذي اجتمع مع مصطفى كمال مرة أخرى مساء يوم 16 نوفمبر 1930 , قد أبلغه بأنهم قرروا إغلاق الحزب وفي مساءاليوم نفسه عقد نواب الحزب اجتماعا في أنقرة وأعلنوا أن القرار الصادر كان في محله. وعقب أن أصبح القرار نهائيا، صدر بيان حل الحزب من أجل منحه لوزارة الداخلية في اليوم التالي .
ووفقا للوضع الاخير الذي تبلور، فان حزبنا قد وضع في موقف جعله يصارع في الساحة السياسية ضد سعادة أتاتورك العظيم. وأن حزبنا شجع سعادة أتاتورك على التو وقد تعهد رئيسنا العظيم بأنه سيعامل كلا الحزبين على قدم المساواة وسيقدم لهم العون والمساعدة. وفي الواقع، فان تحمل المسئولية بأنفسنا بمختلف الهيئات الأخرى لم تستحضرها ذاكرتنا قط. وفي حين أن الإستمرار بلا جدوى في هذه التجرية التي يعد نجاحها بالنسبة لنا محال تجاه الوضع الاخير الذي تحقق بشكل واقعي فإنه قد أصدر قرارا بالإبلاغ عن حل حزبنا لمنظمات الدولة ولوزارة الداخلية.